# Cacodemônio

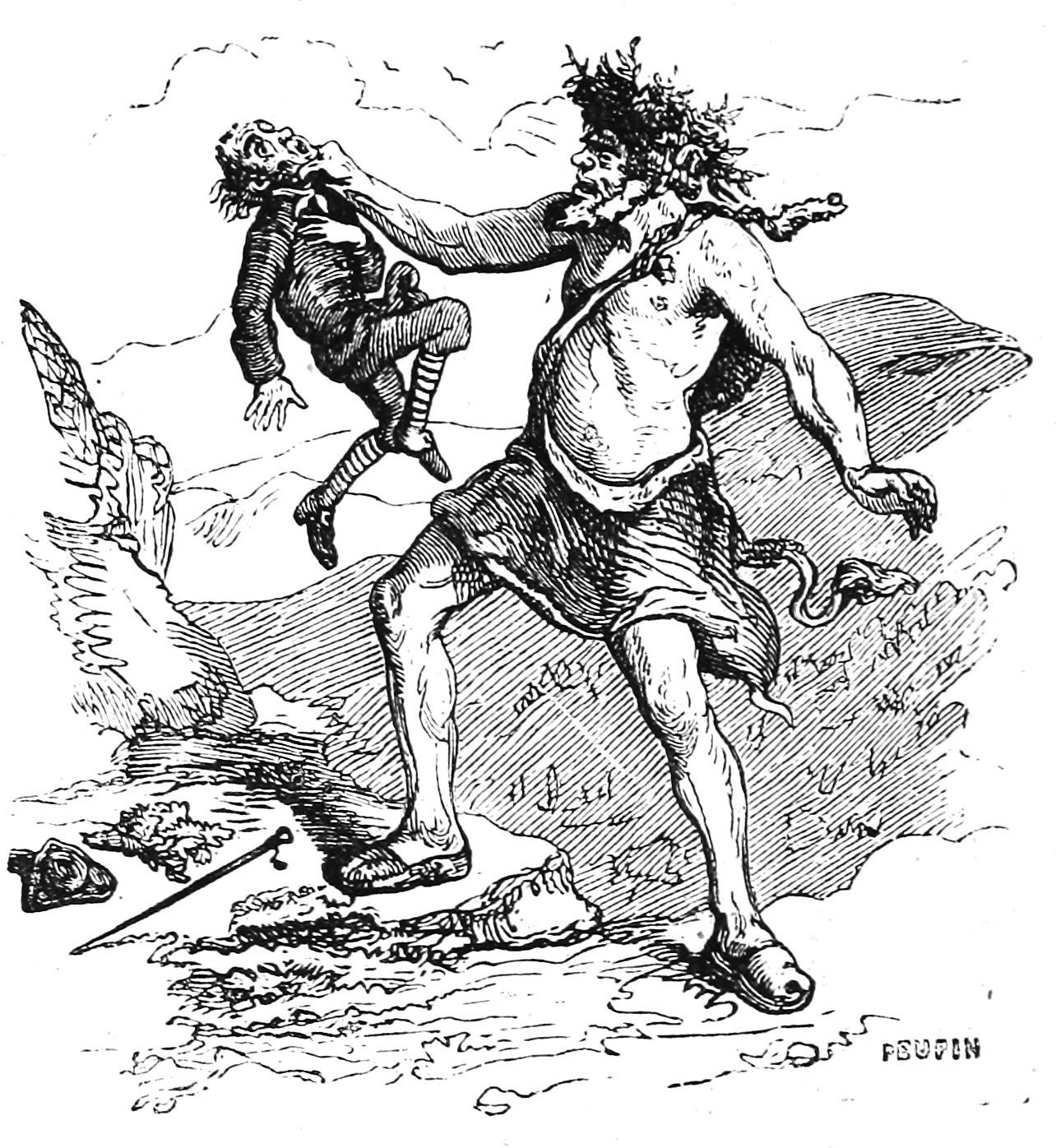
Ilustração de um cacodemônio feita por Louis Le Breton, no Dictionnaire Infernal (1863)

Um cacodemônio (ou cacodaemon) é um espírito maligno ou (no sentido moderno da palavra) um demônio. O oposto de um cacodemônio é um agathodaemon ou eudaemon, um bom espírito ou anjo. A palavra cacodemon vem do latim do grego antigo κακοδαίμων kakodaimōn, que significa "espírito maligno", enquanto que daimon seria um espírito neutro em grego. Acredita-se que seja capaz de mudar de forma.
Na psicologia, a cacodemonia (ou cacodemomania) é uma forma de insanidade na qual o paciente acredita que está possuído por um espírito maligno. A primeira ocorrência conhecida da palavra cacodemon data de 1593. Na cena 3 do terceiro ato de Ricardo III, de William Shakespeare, a rainha Margarida chama Ricardo de "cacodemônio" por seus atos e manipulações desonestas. Em The Knight of Malta, de John Fletcher, Norandine chama Mountferrat, o vilão da peça, de "cacodemônio" na cena final. No Arbatel de Magi Veterum, escrito em 1575, a palavra cacodemônio é descrita como uma das sete. Na astrologia, a 12.ª casa já foi chamada de Cacodemônio por sua associação com o mal.

## Na cultura popular
- No livro e na série de TV The Magicians de Lev Grossman, os personagens principais têm um cacodemônio magicamente implantado em suas costas.
- Os romances de Kelley Armstrong, Women of the Otherworld, apresentam cacodemônios e eudemônios, alguns dos quais produziram descendentes semi- humanos; nesse contexto, os eudemônios não são tão "bons" quanto "não-caóticos".
- O segundo álbum do Deicide, Legion, contém uma música chamada "Satan Spawn, the Caco-Daemon".
- Há uma pintura de Paul Klee chamada Cacodaemonic (1916).[6]
- Há uma pedra em Squamish, no Canadá, chamada Cacodemon;.

### Jogos
- Na primeira edição de Advanced Dungeons & Dragons, "Cacodemon" é um feitiço de mago do sétimo nível. Foi usado para convocar um demônio do tipo IV, V ou VI para a localização do personagem do jogador no mundo do jogo.
- No mundo de fantasia Glorantha, Cacodemônio é o deus da ilegalidade e dos ogros.[7]
- Na série de jogos eletrônicos Doom, desenvolvida pela id Software, os cacodemônios são inimigos, descrito como monstros levitantes, esféricos e de um olho. Eles disparam projéteis em chamas e apareceram em todos os jogos da série, tornando-se um ícone de Doom como um todo.[8]
- No Final Fantasy XI, o Avatar Terrestre Diabolos usa um ataque especial chamado "Cacodemonia".
- No Anarchy Online, um animal de estimação que uma das classes pode convocar é o Cacodemônio.
- Em Wizardry V: Heart of the Maelstrom, cacodemônios são grandes demônios vermelhos encontrados no piso 777.[9]
- No Pathfinder Roleplaying Game, cacodemônios são demônios girinos de múltiplos olhos.[10][11]
- Em Smite, há um conjunto de três skins de cacodemônio para o jogável Deus Ímer.
- Em Magic: The Gathering, Dread Cacodemon é uma carta da expansão Commander.[12]
- Na Dungeon Crawl Stone Soup, os cacodemônios são demônios grandes, amarelos e obesos.